# Datu Unsay
Datu Unsay là một đô thị ở tỉnh Maguindanao, Philippines.

## Các đơn vị hành chính
Datu Unsay được chia ra 9 barangay.
- Iganagampong
- Bulayan
- Macalag
- Maitumaig
- Meta
- Pamalian
- Panangeti
- Pikeg
- Tuntungan